# (20197) Enriques
(20197) Enriques est un astéroïde de la ceinture principale.

## Description
(20197) Enriques est un astéroïde de la ceinture principale. Il fut découvert le 14 février 1997 à Prescott (Arizona) par Paul G. Comba. Il présente une orbite caractérisée par un demi-grand axe de 2,69 UA, une excentricité de 0,12 et une inclinaison de 13,7° par rapport à l'écliptique.

## Compléments